# تومي فاريل (لاعب كرة قدم أيرلندي)
تومي فاريل (بالإنجليزية: Tommy Farrell)‏ هو لاعب كرة قدم أيرلندي، ولد في 1937، وتوفي في 20 يوليو 2012. لعب مع ووترفورد يونايتد.